# モモジロコウモリ
モモジロコウモリ（Myotis macrodactylus）は、コウモリ目（翼手目）ヒナコウモリ科ホオヒゲコウモリ属に分類されるコウモリの一種。

## 分布
日本（北海道、本州、四国、九州、対馬、佐渡島、徳之島）、サハリン、シベリア東部に分布する。

## 特徴
前腕長34-41mm、頭胴長44-63mm、尾長32-45mm、体重5.5-11g。和名は、ももに白っぽい毛があることに由来する。
100頭以上の集団を形成し、洞窟を隠れ家とする。キクガシラコウモリやユビナガコウモリと混ざって群れをつくる。6月上旬頃に出産する。本種の超音波の周波数は40-70kHz。